# Lanthanomelissa discrepans
Lanthanomelissa discrepans är en biart som beskrevs av Holmberg 1903. Lanthanomelissa discrepans ingår i släktet Lanthanomelissa och familjen långtungebin. Inga underarter finns listade i Catalogue of Life.